# Ernesto Minetto
Ernesto Minetto, né le 27 février 1935 à Costa d'Ovada (Piémont) et mort le 8 mars 1991 à Gênes, est un coureur cycliste italien, professionnel de 1959 à 1963.

## Palmarès
- 1954
  - Coppa Campagnoli
- 1955
  - Coppa Città di Asti
- 1959
  - Coppa Barabino

## Résultats sur les grands tours

### Tour de France
1 participation
- 1963 : abandon (8e étape)

### Tour d'Italie
3 participations
- 1961 : abandon
- 1962 : abandon (14e étape)
- 1963 : 78e

### Tour d'Espagne
1 participation
- 1962 : abandon (12e étape)